# Pierre-Bernard Lefranc
Pour les articles homonymes, voir Lefranc.
Pierre-Bernard Lefranc, né le 19 août 1795 à Dolancourt où il est mort le 11 décembre 1869, est un architecte français.

## Biographie
Pierre-Bernard Lefranc étudie auprès de Charles Percier et Pierre-François-Léonard Fontaine. De 1840 à 1847, il est architecte du domaine privé du roi.

## Réalisations
Il réalise les travaux d'architecture suivants :
- divers travaux au château de Pau ;
- chapelle Saint-Ferdinand à Paris[4] ;
- agrandissement de la chapelle royale de Dreux[5] ;
- Monument à la mémoire de Pierre Alexandre Joseph Allent, dans la salle d'honneur de l'hôtel de ville de Saint-Omer.

## Distinction
Il est fait chevalier de la Légion d'honneur en 1837.